# Stankovany
Stankovany (in ungherese Sztankován) è un comune della Slovacchia facente parte del distretto di Ružomberok, nella regione di Žilina.